# Cara Melle
Cara Melle es una artista drag estadounidense. Desde que se mudó a Londres, Inglaterra, ha aparecido en el programa de telerrealidad de ITV Karaoke Club: Drag Edition y compitió en la quinta temporada de RuPaul's Drag Race UK.

## Primeros años
Cara Melle nació en Atlanta, Georgia, pero se mudó a Londres después de terminar la universidad para continuar con su carrera como drag.

## Carrera
En 2021, Cara Melle participó en el programa de telerrealidad Karaoke Club: Drag Edition de ITV2. Ella ingresó al club el primer día, sin embargo se vio obligada a retirarse de la competencia debido a una enfermedad antes del quinto episodio.
En 2023, se anunció que Cara Melle sería una de las concursantes que competirían en la quinta temporada de RuPaul's Drag Race UK. Ella es la primera persona negra y trans en competir en el programa. Durante el desafío del Snatch Game interpretó a Dionne Warwick.

## Vida personal
Cara Melle es una mujer trans y usa el pronombre «ella».